# Bánk Zsuzsa
Bánk Zsuzsa (Frankfurt am Main, 1965. október 24. –) kortárs német író.

## Élete
Magyar szülők gyermekeként született Frankfurtban, akik az 1956-os forradalom után menekültek nyugatra. Kétnyelvűen nőtt fel. Publicisztikát, politikaelméletet és irodalmat tanult Mainzban és Washingtonban. Az egyetem után szerkesztőként dolgozott, 2000 óta szabadúszó író.
Első regénye, Az úszó a 2002. évi Frankfurti Könyvvásár egyik nagy felfedezettje volt. Első fejezeteivel megnyerte a berlini Literaturwerkstatt Open Mike-versenyét.
A mai napig Frankfurt am Mainban él. Számos írói díjat kapott, köztük 2004-ben a Robert Bosch Alapítvány Adelbert-von-Chamisso-díját.

## Művei
- Az úszó (Der Schwimmer, regény, 2002)
- Heißester Sommer (2005, elbeszélések)
- Die hellen Tage (2011, regény)
- Schwarzwaldsepp. Auch eine Weihnachtsgeschichte (2012)
- Schlafen werden wir später (2017)
- Weihnachtshaus (2018)
- Sterben im Sommer (2020)

## Magyarul
- Az úszó; ford. Szalay Mátyás; Kossuth, Bp., 2003